# Seznam občin italijanske dežele Lacij
V seznamu so naštete občine vseh petih pokrajin italijanske dežele Lacij v izvirni italijanski obliki.

## Pokrajina Frosinone
A
Acquafondata • Acuto • Alatri • Alvito • Amaseno • Anagni • Aquino • Arce • Arnara • Arpino • Atina • Ausonia • 
B
Belmonte Castello • Boville Ernica • Broccostella • 
C
Campoli Appennino • Casalattico • Casalvieri • Cassino • Castelliri • Castelnuovo Parano • Castro dei Volsci • Castrocielo • Ceccano • Ceprano • Cervaro • Colfelice • Colle San Magno • Collepardo • Coreno Ausonio • 
E
Esperia • 
F
Falvaterra • Ferentino • Filettino • Fiuggi • Fontana Liri • Fontechiari • Frosinone • Fumone • 
G
Gallinaro • Giuliano di Roma • Guarcino • 
I
Isola del Liri • 
M
Monte San Giovanni Campano • Morolo • 
P
Paliano • Pastena • Patrica • Pescosolido • Picinisco • Pico • Piedimonte San Germano • Piglio • Pignataro Interamna • Pofi • Pontecorvo • Posta Fibreno • 
R
Ripi • Rocca d'Arce • Roccasecca • 
S
San Biagio Saracinisco • San Donato Val di Comino • San Giorgio a Liri • San Giovanni Incarico • San Vittore del Lazio • Sant'Ambrogio sul Garigliano • Sant'Andrea del Garigliano • Sant'Apollinare • Sant'Elia Fiumerapido • Santopadre • Serrone • Settefrati • Sgurgola • Sora • Strangolagalli • Supino • 
T
Terelle • Torre Cajetani • Torrice • Trevi nel Lazio • Trivigliano • 
V
Vallecorsa • Vallemaio • Vallerotonda • Veroli • Vicalvi • Vico nel Lazio • Villa Latina • Villa Santa Lucia • Villa Santo Stefano • 
V
Viticuso

## Pokrajina Latina
A
Aprilia • 
B
Bassiano • 
C
Campodimele • Castelforte • Cisterna di Latina • Cori • 
F
Fondi • Formia • 
G
Gaeta • 
I
Itri • 
L
Latina • Lenola • 
M
Maenza • Minturno • Monte San Biagio • 
N
Norma • 
P
Pontinia • Ponza • Priverno • Prossedi • 
R
Rocca Massima • Roccagorga • Roccasecca dei Volsci • 
S
Sabaudia • San Felice Circeo • Santi Cosma e Damiano • Sermoneta • Sezze • Sonnino • Sperlonga • Spigno Saturnia • 
T
Terracina • 
V
Ventotene

## Pokrajina Rieti
A
Accumoli • Amatrice • Antrodoco • Ascrea • 
B
Belmonte in Sabina • Borbona • Borgo Velino • Borgorose • 
C
Cantalice • Cantalupo in Sabina • Casaprota • Casperia • Castel Sant'Angelo • Castel di Tora • Castelnuovo di Farfa • Cittaducale • Cittareale • Collalto Sabino • Colle di Tora • Collegiove • Collevecchio • Colli sul Velino • Concerviano • Configni • Contigliano • Cottanello • 
F
Fara in Sabina • Fiamignano • Forano • Frasso Sabino • 
G
Greccio • 
L
Labro • Leonessa • Longone Sabino • 
M
Magliano Sabina • Marcetelli • Micigliano • Mompeo • Montasola • Monte San Giovanni in Sabina • Montebuono • Monteleone Sabino • Montenero Sabino • Montopoli di Sabina • Morro Reatino • 
N
Nespolo • 
O
Orvinio • 
P
Paganico Sabino • Pescorocchiano • Petrella Salto • Poggio Bustone • Poggio Catino • Poggio Mirteto • Poggio Moiano • Poggio Nativo • Poggio San Lorenzo • Posta • Pozzaglia Sabina • 
R
Rieti • Rivodutri • Rocca Sinibalda • Roccantica • 
S
Salisano • Scandriglia • Selci • Stimigliano • 
T
Tarano • Toffia • Torri in Sabina • Torricella in Sabina • Turania • 
V
Vacone • Varco Sabino

## Pokrajina Roma
A
Affile • Agosta • Albano Laziale • Allumiere • Anguillara Sabazia • Anticoli Corrado • Anzio • Arcinazzo Romano • Ardea • Ariccia • Arsoli • Artena • 
B
Bellegra • Bracciano • 
C
Camerata Nuova • Campagnano di Roma • Canale Monterano • Canterano • Capena • Capranica Prenestina • Carpineto Romano • Casape • Castel Gandolfo • Castel Madama • Castel San Pietro Romano • Castelnuovo di Porto • Cave • Cerreto Laziale • Cervara di Roma • Cerveteri • Ciampino • Ciciliano • Cineto Romano • Civitavecchia • Civitella San Paolo • Colleferro • Colonna • 
F
Fiano Romano • Filacciano • Fiumicino • Fonte Nuova • Formello • Frascati • 
G
Gallicano nel Lazio • Gavignano • Genazzano • Genzano di Roma • Gerano • Gorga • Grottaferrata • Guidonia Montecelio • 
J
Jenne • 
L
Labico • Ladispoli • Lanuvio • Lariano • Licenza • 
M
Magliano Romano • Mandela • Manziana • Marano Equo • Marcellina • Marino • Mazzano Romano • Mentana • Monte Compatri • Monte Porzio Catone • Monteflavio • Montelanico • Montelibretti • Monterotondo • Montorio Romano • Moricone • Morlupo • 
N
Nazzano • Nemi • Nerola • Nettuno • 
O
Olevano Romano • 
P
Palestrina • Palombara Sabina • Percile • Pisoniano • Poli • Pomezia • Ponzano Romano • 
R
Riano • Rignano Flaminio • Riofreddo • Rocca Canterano • Rocca Priora • Rocca Santo Stefano • Rocca di Cave • Rocca di Papa • Roccagiovine • Roiate • Roma • Roviano • 
S
Sacrofano • Sambuci • San Cesareo • San Gregorio da Sassola • San Polo dei Cavalieri • San Vito Romano • Sant'Angelo Romano • Sant'Oreste • Santa Marinella • Saracinesco • Segni • Subiaco • 
T
Tivoli • Tolfa • Torrita Tiberina • Trevignano Romano • 
V
Vallepietra • Vallinfreda • Valmontone • Velletri • Vicovaro • Vivaro Romano • 
Z
Zagarolo

## Pokrajina Viterbo
A
Acquapendente • Arlena di Castro • 
B
Bagnoregio • Barbarano Romano • Bassano Romano • Bassano in Teverina • Blera • Bolsena • Bomarzo • 
C
Calcata • Canepina • Canino • Capodimonte • Capranica • Caprarola • Carbognano • Castel Sant'Elia • Castiglione in Teverina • Celleno • Cellere • Civita Castellana • Civitella d'Agliano • Corchiano • 
F
Fabrica di Roma • Faleria • Farnese • 
G
Gallese • Gradoli • Graffignano • Grotte di Castro • 
I
Ischia di Castro • 
L
Latera • Lubriano • 
M
Marta • Montalto di Castro • Monte Romano • Montefiascone • Monterosi • 
N
Nepi • 
O
Onano • Oriolo Romano • Orte • 
P
Piansano • Proceno • 
R
Ronciglione • 
S
San Lorenzo Nuovo • Soriano nel Cimino • Sutri • 
T
Tarkvinija • Tessennano • Tuscania • 
V
Valentano • Vallerano • Vasanello • Vejano • Vetralla • Vignanello • Villa San Giovanni in Tuscia • Viterbo • Vitorchiano